# 大分県漁業協同組合
大分県漁業協同組合（おおいたけん ぎょぎょうきょうどうくみあい、略称：JFおおいた）は、大分県全域をカバーする漁業協同組合。大分県大分市に本部がある。
2002年4月に、県内沿岸の27の漁業協同組合（内訳は中津市、宇佐市、豊後高田市、真玉町、香々地町、国見町、姫島村、くにさき、武蔵町、安岐町、杵築市、日出町、別府市、大分市、神崎、佐賀関町、臼杵市、津久見市、保戸島、上浦町、佐伯市、鶴見町、米水津村、上入津、下入津、蒲江町、名護屋）が合併し、全国ではじめての県域の漁業協同組合として発足（山形県漁業協同組合は1965年7月に全国初の一県一漁協として合併発足）。2006年には、佐賀関（さがのせき）で漁獲されるアジを「関あじ」、サバを「関さば」として地域団体商標登録した。

## 沿革
- 2002年4月1日 - 発足
- 時期不明 - 大分県漁業協同組合連合会・大分県信用漁業協同組合連合会より、包括的事業を譲受

## 事業内容
- 信用事業
- 共済事業
- 購買事業
- 販売事業
- 製氷冷凍冷蔵事業
- 加工事業
- 利用事業
- 自営事業
- 指導事業

## 事務局
- 大分県大分市府内町3丁目5-7 大分県水産会館内